# Don Alfonso

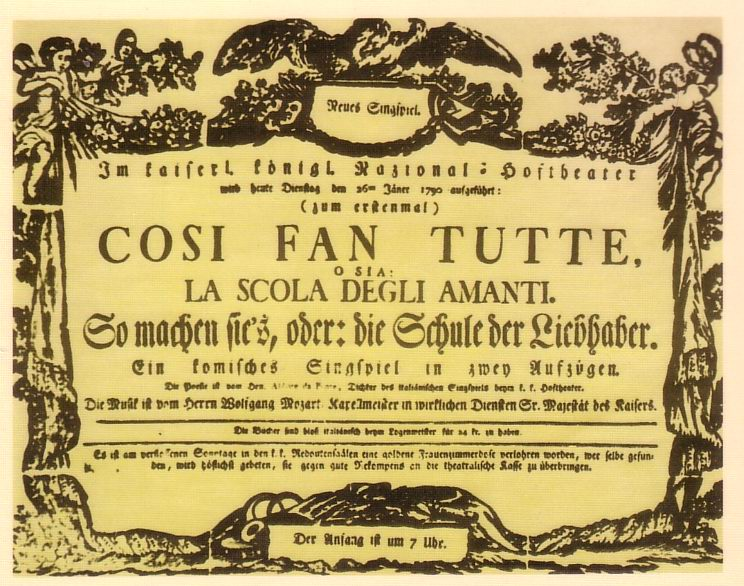
Plakat światowej prapremiery Così fan tutte

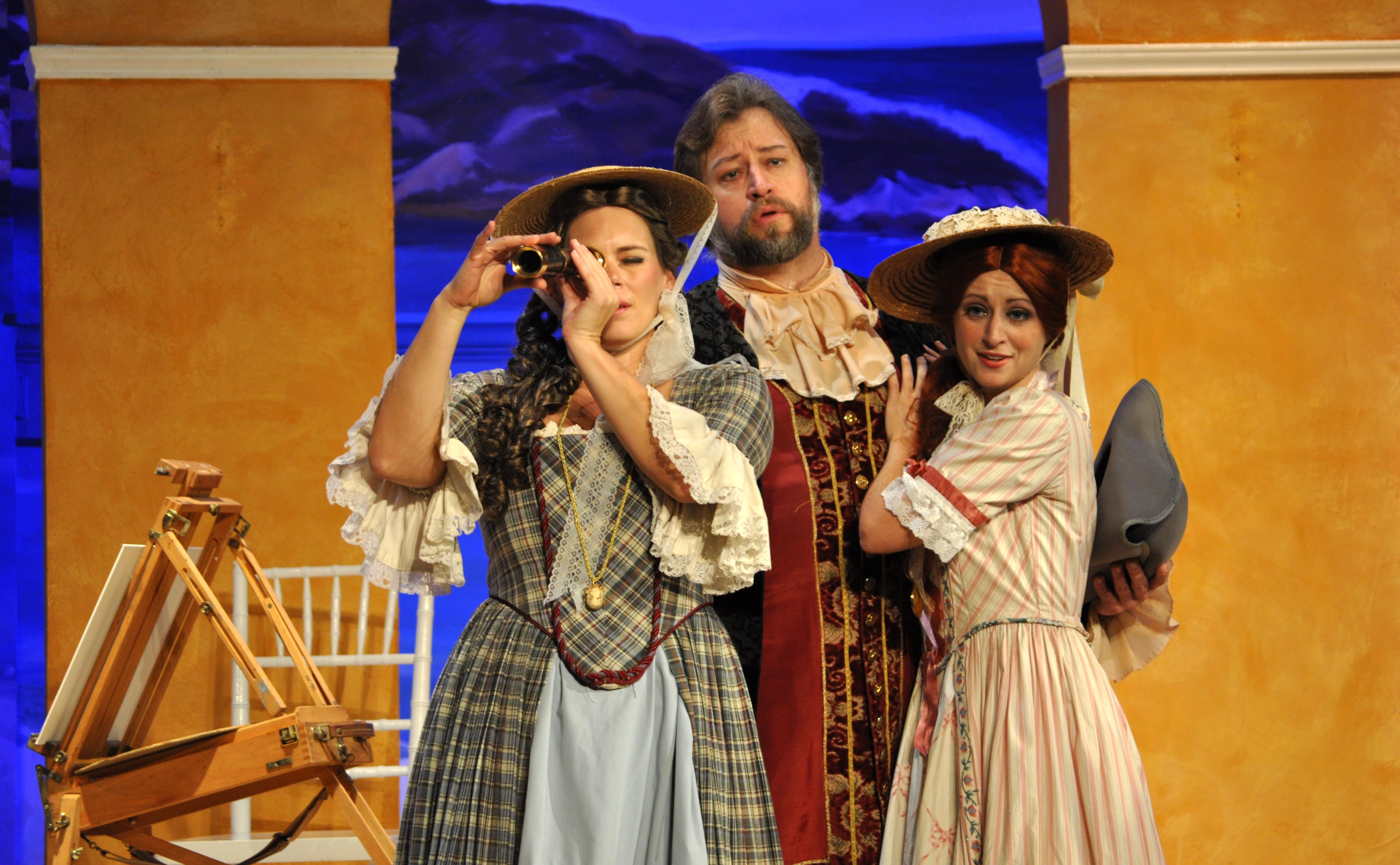
Dove son? Don Alfonso z siostrami Fiordiligi i Dorabellą po odpłynięciu łódki z żołnierzami

Don Alfonso – postać fikcyjna, jeden z bohaterów opery Così fan tutte (KV 588) z muzyką Wolfganga A. Mozarta skomponowaną do libretta Lorenza Da Pontego. Spiritus movens intrygi, na której oparta jest ta opera. Rola przeznaczona dla śpiewaków dysponujących basem.
Pierwszym odtwórcą roli Don Alfonsa na światowej prapremierze dzieła, która odbyła się 26 stycznia 1790 w Burgtheater w Wiedniu, był Francesco Bussani.
Don Alfonso jest centralną postacią dzieła, znającym życie starym cynikiem, autorem intrygi, na której opiera się akcja. To jego zakład o sto cekinów z młodymi żołnierzami Guglielmem i Ferrandem, że ich narzeczone, siostry Fiordiligi i Dorabella, nie różnią się od innych kobiet i tak jak one są skłonne do niewierności, bo tak faktycznie czynią wszystkie (i tyle rzeczywiście znaczy tytuł Così fan tutte), rozpoczyna ciąg zdarzeń przedstawionych w utworze. 
Serią zbiegów okoliczności typu wyjazd na pole bitwy pod Neapol, zażycie arszeniku przez zalotników oraz maskaradami w zmowie ze służącą panien, Despiną, doprowadza wreszcie swój plan do końca. To z jego ust pada tytułowa sentencja, z którą zgadzają się dwaj młodzi wojacy. Niewierność kobiet uważa on jednak nie tyle za cechę niejako wpisaną w ich naturę, lecz za taki stan wini raczej, niezdających sobie sprawy z własnych błędów, zalotników. On także na koniec łączy dwie młode pary.